# Tymczasowy Rząd Polski Centralny na Litwie
Tymczasowy Rząd Polski Centralny na Litwie – powołany w czasie powstania listopadowego w czerwcu 1831 w Żejmach na Litwie. Jego utworzenie związane było z wyprawą gen. Antoniego Giełguda. Działał za pośrednictwem władz powiatowych, wyłonionych w czasie powstania. Działał do lipca 1831.